# Барашковский сельсовет (Курганская область)
Барашковский сельсове́т — упразднённые административно-территориальная единица и муниципальное образование со статусом сельского поселения в Варгашинском районе Курганской области Российской Федерации.
Административный центр — село Барашково.

## История
В соответствии с Законом Курганской области от 6 июля 2004 года № 419 сельсовет наделён статусом сельского поселения.
Законом Курганской области от 18 января 2019 года N 2, Барашковский, Варгашинский, Лихачевский, Пичугинский, Поповский и Сычевский сельсоветы были упразднены, а их территории с 1 февраля 2019 года включены в состав Варгашинского поссовета.

## Население
| 1926 | 1989 | 2002 | 2010 | 2012 | 2013 | 2014 |
| ---- | ---- | ---- | ---- | ---- | ---- | ---- |
| 1279 | ↘666 | ↘618 | ↘509 | ↘502 | ↘490 | ↗501 |
| 2015 | 2016 | 2017 | 2018 | 2019 |      |      |
| ↘483 | ↘469 | ↗475 | ↗500 | ↘492 |      |      |

## Состав сельсовета
| № | Населённый пункт | Тип населённого пункта       | Население |
| - | ---------------- | ---------------------------- | --------- |
| 1 | Барашково        | село, административный центр | ↘451      |
| 2 | Камышное         | село                         | ↘32       |
| 3 | Носково          | село                         | ↘26       |